# Burretiokentia vieillardii
 (mars 2022).
La mise en forme du texte ne suit pas les recommandations de Wikipédia : il faut le « wikifier ».
Les points d'amélioration suivants sont les cas les plus fréquents. Le détail des points à revoir est peut-être précisé sur la page de discussion.
- Les titres sont pré-formatés par le logiciel. Ils ne sont ni en capitales, ni en gras.
- Le texte ne doit pas être écrit en capitales (les noms de famille non plus), ni en gras, ni en italique, ni en « petit »…
- Le gras n'est utilisé que pour surligner le titre de l'article dans l'introduction, une seule fois.
- L'italique est rarement utilisé : mots en langue étrangère, titres d'œuvres, noms de bateaux, etc.
- Les citations ne sont pas en italique mais en corps de texte normal. Elles sont entourées par des guillemets français : « et ».
- Les listes à puces sont à éviter, des paragraphes rédigés étant largement préférés. Les tableaux sont à réserver à la présentation de données structurées (résultats, etc.).
- Les appels de note de bas de page (petits chiffres en exposant, introduits par l'outil «  Source ») sont à placer entre la fin de phrase et le point final[comme ça].
- Les liens internes (vers d'autres articles de Wikipédia) sont à choisir avec parcimonie. Créez des liens vers des articles approfondissant le sujet. Les termes génériques sans rapport avec le sujet sont à éviter, ainsi que les répétitions de liens vers un même terme.
- Les liens externes sont à placer uniquement dans une section « Liens externes », à la fin de l'article. Ces liens sont à choisir avec parcimonie suivant les règles définies. Si un lien sert de source à l'article, son insertion dans le texte est à faire par les notes de bas de page.
- La présentation des références doit suivre les conventions bibliographiques. Il est recommandé d'utiliser les modèles {{Ouvrage}}, {{Chapitre}}, {{Article}}, {{Lien web}} et/ou {{Bibliographie}}. Le mode d'édition visuel peut mettre en forme automatiquement les références.
- Insérer une infobox (cadre d'informations à droite) n'est pas obligatoire pour parachever la mise en page.

Pour une aide détaillée, merci de consulter Aide:Wikification.
Si vous pensez que ces points ont été résolus, vous pouvez retirer ce bandeau et améliorer la mise en forme d'un autre article.
Espèce
Synonymes
- Cyphosperma vieillardii (Brongn. & Gris) G.Nicholson  ,  (1884)
- Cyphosperma vieillardii (Brongn. & Gris) H.Wendl. ex Hook.f. ,  (1884)
- Kentia vieillardii  Brongn. & Gris ,  (1864)
- Rhynchocarpa vieillardii (Brongn. & Gris) Becc. ,  (1920)

Burretiokentia vieillardi est une espèce de palmier originaire de Nouvelle-Calédonie.

## Caractéristiques
Palmier solitaire de 8 à 15 m ; tronc brun verdâtre, annelé, d'environ 15 cm de diamètre ; de 9 à 10 feuilles pennées  de couleur verte olive ; folioles alternes; les deux centrales de quelque 73 cm de long par quelque 5 cm de large ; allongés au sommet. Inflorescences denses, sous la structure tabulaire verdâtre , fleurs monoique. Fruits ovales d'environ 15 mm de long, de couleur rouge a maturité.

### Origine et habitat
Ce palmier, originaire de Nouvelle-Calédonie, a été cultivée dans le Jardin Botanique de Caracas, au Venezuela. Il requiert de climats assez humides. Il peut prospérer en des lieux de climat tropical ou subtropical chaud.

### Propagation et culture
Il se propage par graines. Ceux semées à Caracas  ont germé au bout de 5 mois. L'arrosage doit être très fréquent.

## Usages
Très ornemental en  jardins et dans des parcs des régions tropicale . Il se plante sous forme groupé.

## Taxonomie
Burretiokentia vieillardii , a été décrite par (Brongn. & Gris) Pic.Serm. , et fut publié sur Webbia 11: 124. en 1955.
Étymologie
Burretiokentia: Nom générique qui est consacré au  botaniste allemand Max Burret, et à  l'horticulteur William Kent, conservateur du Jardin Botanique de Buitenzorg sur Java.
vieillardii: épithète attribué en honneur du botaniste français Eugène Vieillard (1819-1896).
Synonymie
- Cyphosperma vieillardii (Brongn. & Gris) G.Nicholson    (1884)
- Cyphosperma vieillardii (Brongn. & Gris) H.Wendl. ex Hook.f. (1884)
- Kentia vieillardii Brongn. & Gris (1864).
- Rhynchocarpa vieillardii (Brongn. & Gris) Becc. (1920)[4],[5].